# 伊東祐親
伊東 祐親（いとう すけちか）は、平安時代末期の武将であり、伊豆国伊東（現・静岡県伊東市）の豪族。工藤氏の6代目・工藤祐隆の孫であり、河津祐親（かわづ すけちか）とも。

## 生涯

### 親平家方豪族として
東国における親平家方豪族として平清盛からの信頼を受け、平治元年（1159年）の平治の乱に敗れて伊豆に配流された源頼朝の監視を任される。しかし『曽我物語』などの物語類によると、祐親が大番役で上洛している間に、三女（八重姫）が頼朝と通じ、子・千鶴丸を儲けるまでの仲になってしまう。祐親はこれを知って激怒し、平家の怒りを恐れ千鶴丸を松川に沈めて殺害。さらに頼朝自身の殺害を図った。祐親次男の祐清が頼朝に知らせ、頼朝は夜間馬に乗って熱海の伊豆山神社に逃げ込み、北条時政の館に匿われて事なきを得たという。なお、時政の正室は祐親の娘であったため、祐親から見れば娘婿の裏切りにあったことになる。祐親はこの前後に出家している。
なお『吾妻鏡』の治承4年（1180年）10月19日条と養和2年（1182年）2月15日条にも、安元元年（1175年）9月頃、祐親が頼朝を殺害しようとしたところ、頼朝の乳母・比企尼の三女を妻としていた次男祐清がそれを告げて、頼朝が走湯権現に逃れたことが記されている。

### 所領争い
伊東荘を領する工藤祐隆の嫡男であった父・伊東祐家が早世すると、祖父・祐隆（法名・寂心）は後妻の連れ子である継娘が産んだ子（その実父は祐隆本人ともされる）である工藤祐継を養子とし、嫡男として本領の伊東荘を与え、同じく養子にした孫の祐親には次男として河津荘を与えた。嫡孫として約束されたはずだった総領の地位を奪われたことに不満を持つ祐親は、祐継の死後にその子・祐経が上京している間に伊東荘を奪った上、祐経に嫁がせた自身の娘・万劫御前とも離縁させてしまった。
これを深く恨んだ祐経は安元2年（1176年）10月、郎党に命じて狩りの場にいた祐親を襲撃させる。刺客の放った矢は祐親を外れたが、共にいた嫡男・河津祐泰は射殺され、これがのちに祐親の孫達が起こす曾我兄弟の仇討ちの原因となる。

### 源頼朝挙兵
治承4年（1180年）8月に頼朝が打倒平氏の兵を挙げると、大庭景親らと協力して石橋山の戦いにてこれを撃破する。しかし頼朝が勢力を盛り返して坂東を制圧すると、逆に追われる身となり、富士川の戦いで10月19日に捕らえられ、娘婿の三浦義澄に預けられる。その後、養和2年(1182年)2月14日、頼朝の妻・北条政子が懐妊した機会を得て、義澄による助命嘆願が功を奏し、一時は一命を赦されたが、祐親はこれを潔しとせず「以前の行いを恥じる」と言い、自害して果てた。

## 死後の子孫の動向
次男の祐清は、祐親とともに頼朝軍に捕らえられた。『吾妻鏡』治承4年（1180年）10月19日条によると、頼朝は祐清にかつて自分を助けたことによる恩賞を与えようとしたが、祐清は父が頼朝の敵となっている以上その子である自分が恩賞を受けることはできないとして暇を乞うて平家に味方するために上洛し、『吾妻鏡』建久4年（1193年）6月1日条によると、平家軍に加わった祐清は北陸道の合戦で討ち死にしたという。一方で、『吾妻鏡』寿永2年（1182年）2月15日条では、祐親が自害を遂げた際、祐清が自らも頼朝に死を願い、頼朝は心ならずも祐清を誅殺したとしている。
頼朝挙兵の13年後、建久4年（1193年）5月、孫である曾我祐成・時致兄弟が、鎌倉殿として東国の主となった頼朝が催した富士の巻狩りの場で、父・祐泰の仇である祐経を討ち果たした。この事件は曾我兄弟の仇討ちとして後世に知られることになる。
なお、祐親の子孫は尾張国岩倉や東三河の東栄町周辺に移り住み、後に尾張伊東氏・備中国岡田藩藩主（初代藩主伊東長実）となったとされている。
日本画家の伊藤信次が昭和37年（1962年）頃に調査した寺野伊藤系譜によれば伊藤信次は祐清の子孫であるとされている。なお、系譜作成の調査協力者には歴史家の内田旭、静岡葵文庫の飯塚伝太郎、気賀正明寺の林袋雲、三河郷土史家の清水伊三次の名前が記載されている。国立国会図書館サーチ
孫には曾我兄弟の他、外孫として鎌倉幕府第2代執権の北条義時、有力御家人の三浦義村らがいる。

## 異説
近年、保立道久は真名本『曾我物語』3巻冒頭の解釈に誤りがあり、従来源頼朝が北条政子との関係を持ち始めたと解釈されてきた同書記載の安元2年（1176年）3月という年次は政子が頼朝との関係を持った結果、大姫が誕生した時期を指すのが正しいと指摘している。
保立は、大姫の誕生を安元2年3月とすれば、頼朝が政子との関係を持ち始めたのは遅くても安元元年の初夏、すなわち伊東祐親が京から戻る直前となることから、伊東祐親が頼朝を襲撃して千鶴御前（丸）を殺害したのは平家との関係を憚ったのではなく、元々貴種である頼朝を庇護する意図があり、娘との関係を持つことを認めていたものの、厚遇に反して縁戚の北条氏の娘とも関係を持ったことに憤慨した一種の「うわなり打ち」であったとする説を提唱している（祐親から見れば、客人である筈の頼朝が伊東氏一族に深く食い込むことで祐親との力関係が逆転して伊東氏の事実上の「乗っ取り」に至る危惧を抱かせたとする）。
また、保立は、祐親に千鶴御前を殺害されたことに憤慨した頼朝が、祐親に恨みを持つ工藤祐経を唆して奥野の巻狩りの場で祐親を襲撃させて祐親嫡男の祐泰を殺害させ、その事情を知った祐泰の遺児である曾我兄弟が富士の巻狩りの場で頼朝の命をも狙ったとする。

## 史跡など

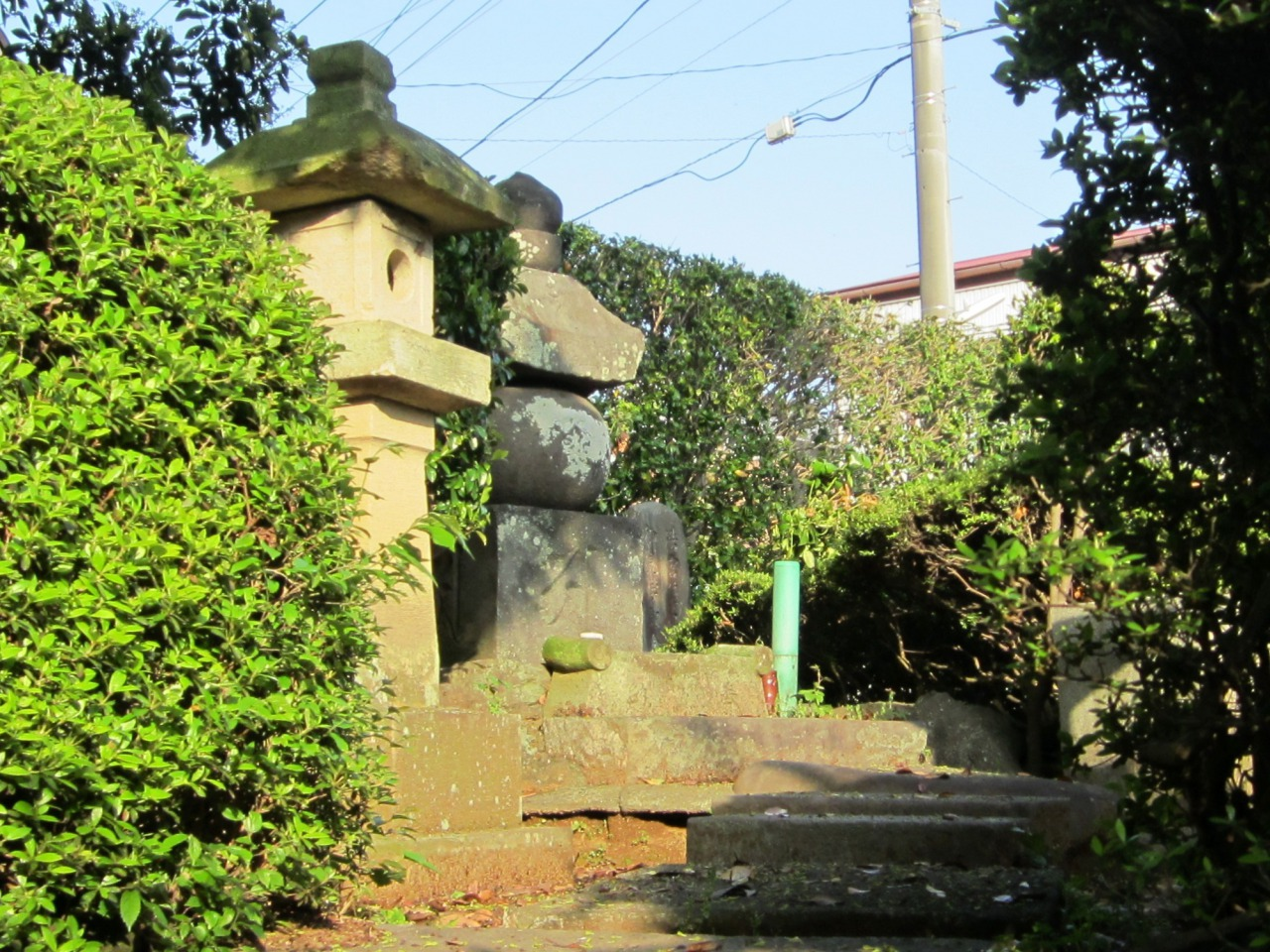
伝・伊東祐親の墓（静岡県伊東市大原町）

祐親の地元伊東市では毎年「伊東祐親まつり」が開催され、伊東市役所前の大原物見塚公園には祐親の騎馬武者像が建てられるなど、郷土の英雄として親しまれている。
神奈川県葉山町の葉山マリーナ間近の小山、鐙摺山（旗立山）の頂上には、「伊東祐親入道供養塚」と呼ばれる石積みの小さな塚がある。『曽我物語』に、伊東祐親が鐙摺城（鐙摺山）で殺害されたとあることに由来するという。